# Marianne Råberg
Marianne Råberg, född 1939, är en svensk konstvetare och tidigare stadsantikvarie i Stockholm.
Råberg disputerade 1987 på en avhandling om tillkomsten av Stockholms stadsplan och bebyggelse under 1600-talet. Under sin tid som förste antikvarie vid byggnadshistoriska sektionen vid Stadsmuseet i Stockholm utvecklade hon principer för bevarandearbetet som blev vägledande också för andra städer. Som byggnads- och stadsplanehistoriker står hon som författare för ett flertal böcker i ämnet.
Hon erhöll Samfundet S:t Eriks plakett 2009, och Medaljen för hembygdsvårdande gärning från Nordiska museet 2006 med motiveringen:
| ” | Medaljen för hembygdsvårdande gärning tilldelas Marianne Råberg för hennes byggnadsinventering och klassificering som bidragit till skyddet av stadens bebyggelse och för hennes utveckling av övergripande principer för bevarandet av känsliga stadsmiljöer. | „ |